# Dagelijkse Groenmarkt (Den Haag)

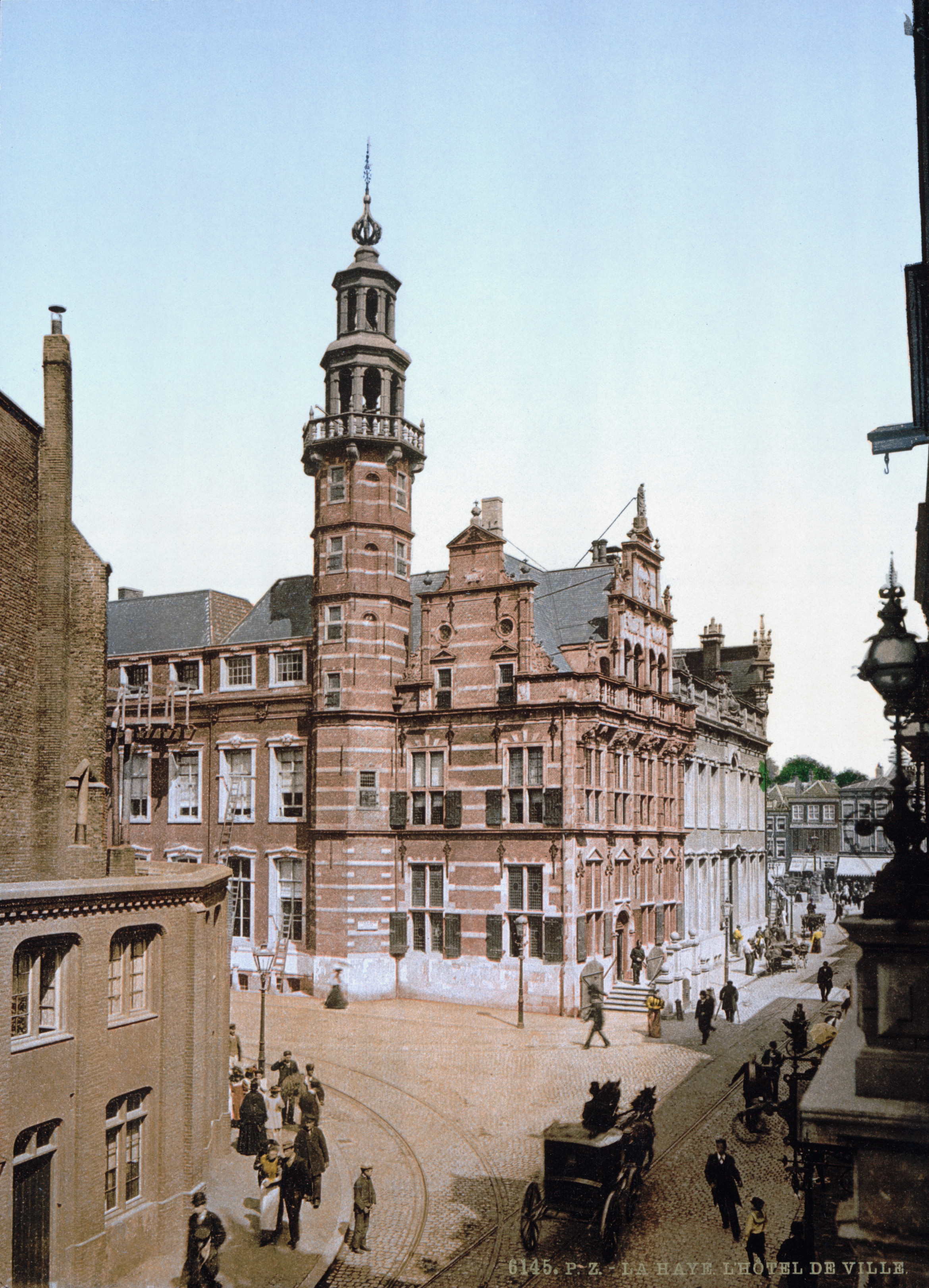
Dagelijkse Groenmarkt in 1900. De sporen-driehoek van de paardentram is zichtbaar.

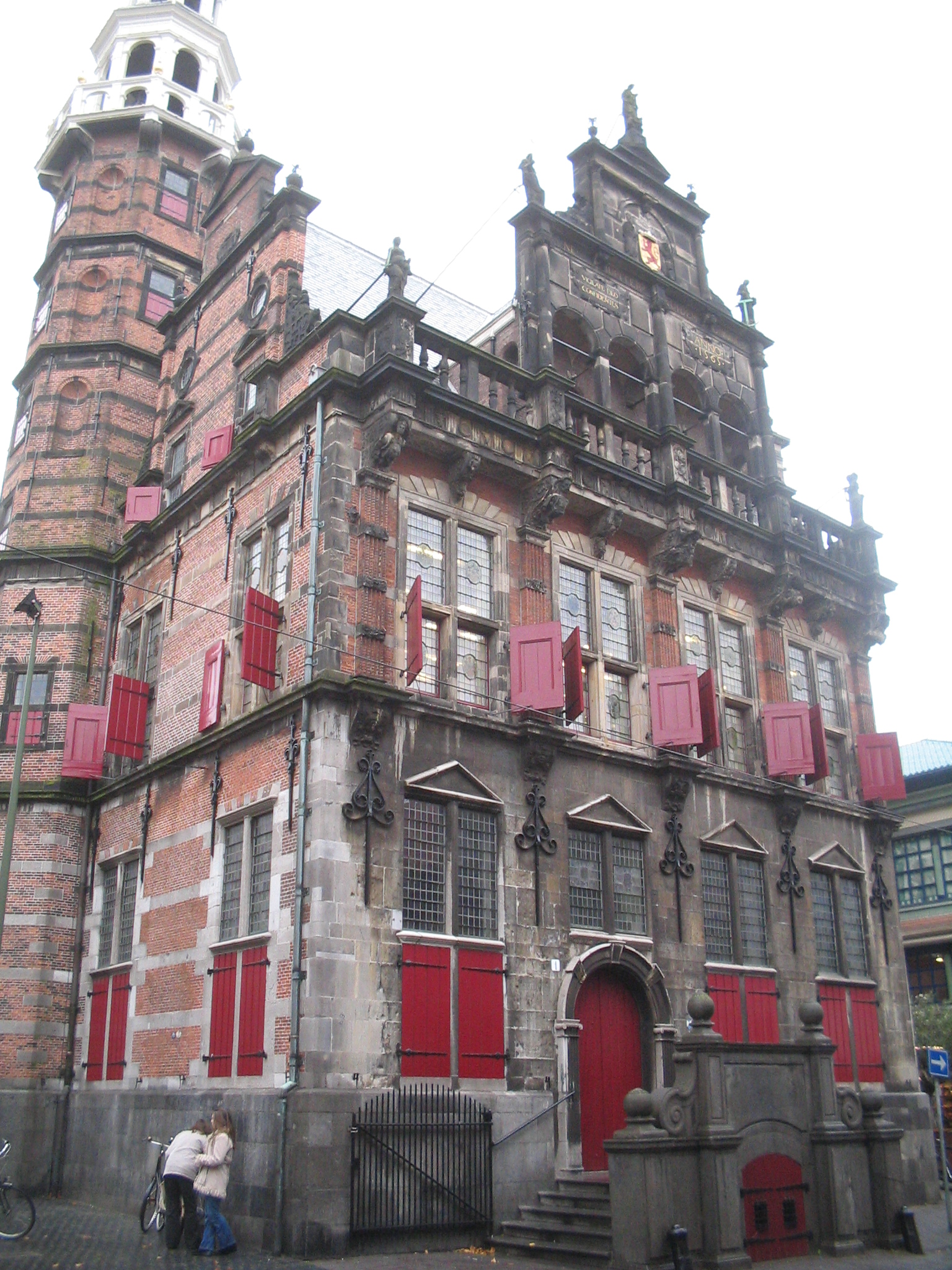
Raadhuis uit 16de eeuw

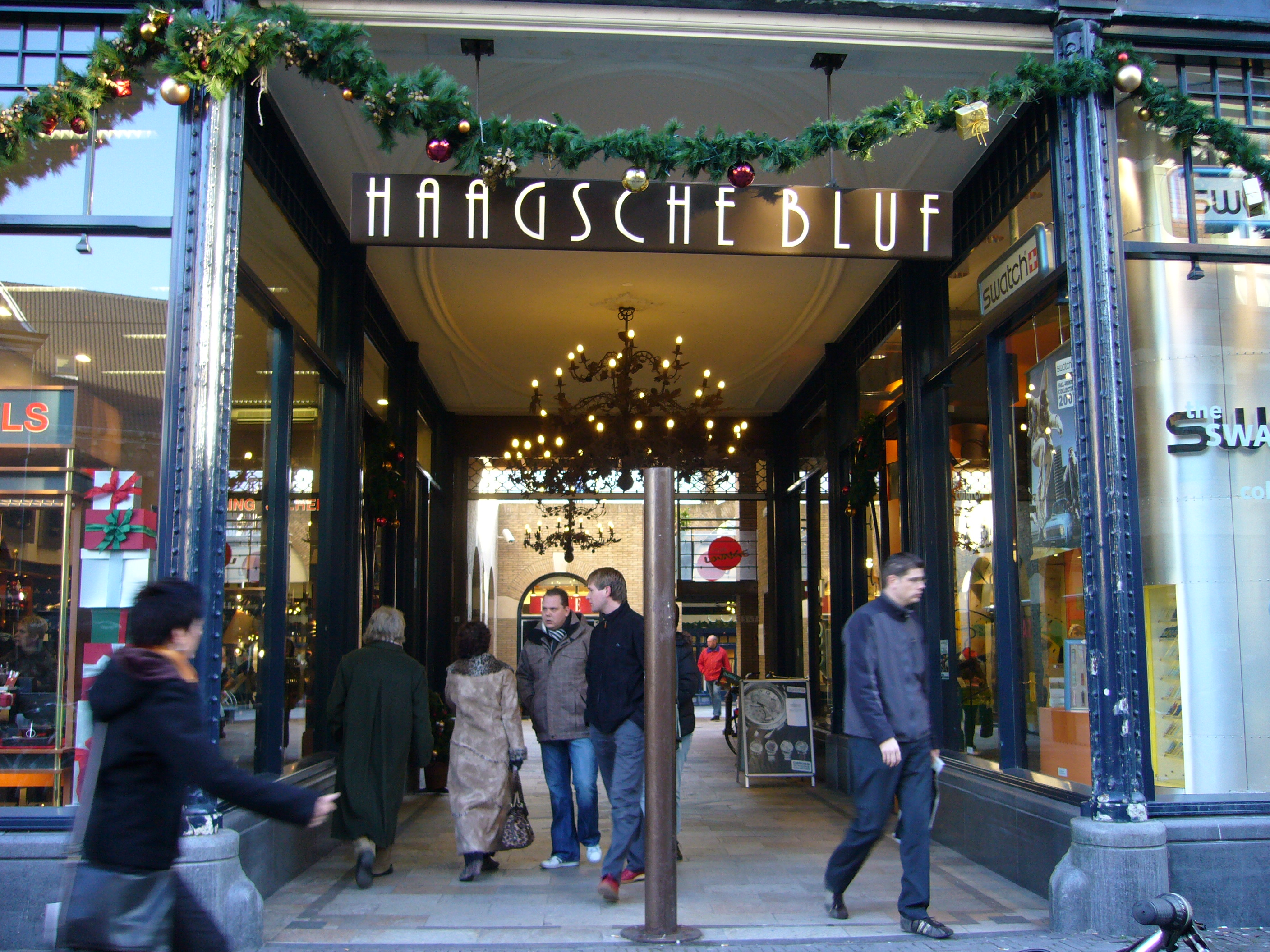
Ingang Haagsche Bluf

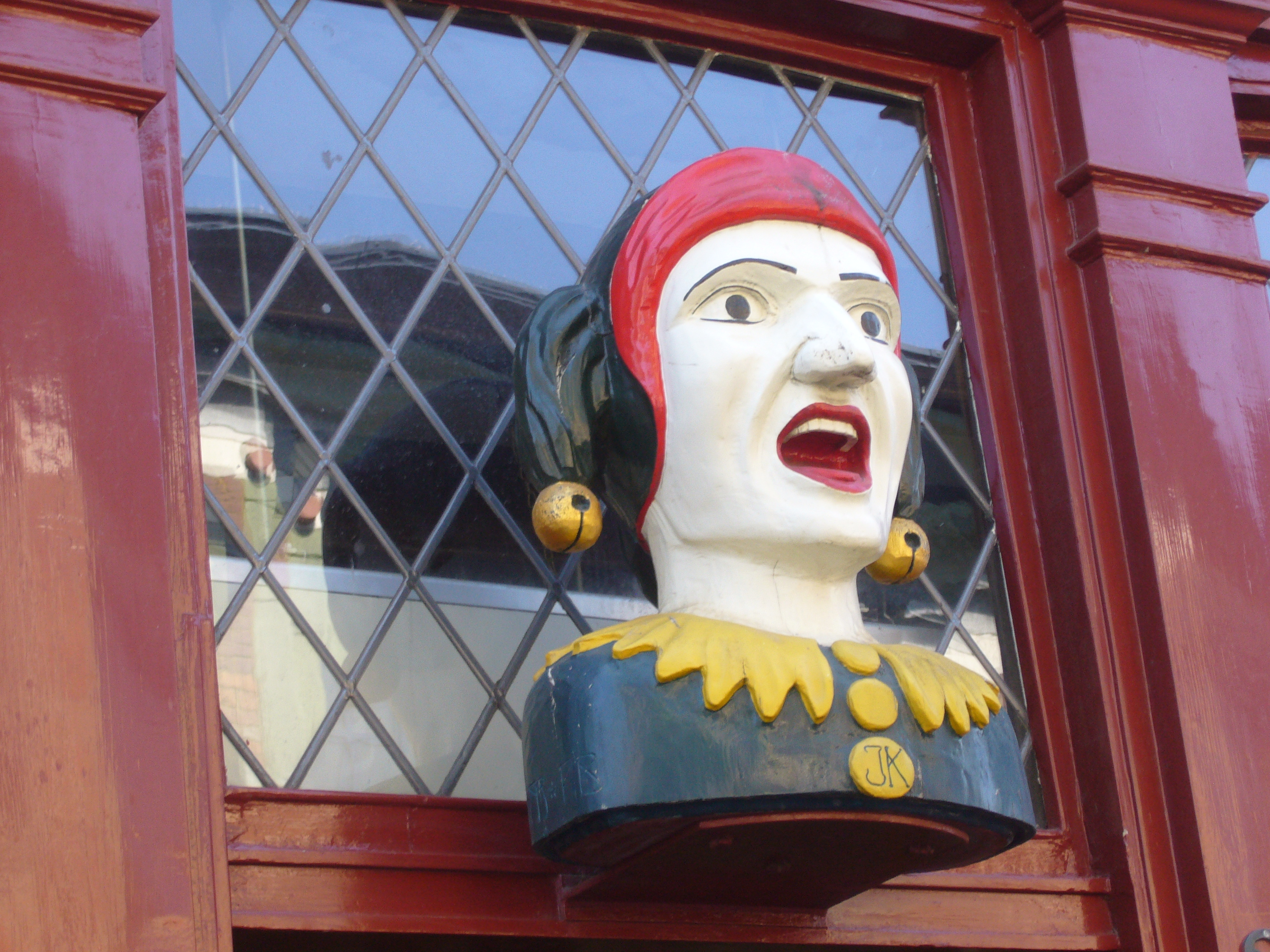
Gaper uit 1796

De Dagelijkse Groenmarkt is een straat in Den Haag, in de centrumwijk Zuidwal. Vanaf de middeleeuwen werd er een dagelijkse groentemarkt gehouden.

## Ligging
De Dagelijkse Groenmarkt begint bij de Venestraat en eindigt 140 meter verderop bij de Riviervismarkt. De straat ontspruit uit een pleinvormige kruising met de Venestraat, Hoogstraat, Halstraat, Grote Halstraat en Gravenstraat. De breedte van de straat loopt uiteen van elf meter tot circa twintig meter. Andere direct verbonden straten zijn de Haagsche Bluf-passage, Nieuwstraat, Kerkplein en de Visbanken.

## Op en om de Dagelijkse Groenmarkt
Langs de groen(te)markt en Venestraat liepen in de middeleeuwen de wegen van Scheveningen naar Delft en de weg van Monster naar Leiden. Het was dus een relatief druk kruispunt en een goede plek voor de markt. Vanaf het Buitenhof kon men eeuwenlang de Dagelijkse Groenmarkt slechts bereiken via de nauwe Halstraat, de toenmalige Gasthuissteeg. Pas sinds een doorbraak in 1861 bestaat de Gravenstraat, waaraan sinds 1895 het modewarenhuis Maison de Bonneterie lag. De Venestraat kreeg als een van de eerste straten al in 1894 asfalt, vanwege het toenemende verkeer. De meest ingrijpende en meest omstreden verandering van buurt rondom de Dagelijkse Groenmarkt vond plaats in 1972: toen alle gebouwen in het blok van het oude stadhuis, op het oude stadhuis na, werden gesloopt om ruimte te maken voor een moderne vierkante betonnen raadszaal met informatiecentrum naar ontwerp van Piet Zanstra. Na twaalf jaar gebruik van de nieuwe raadszaal werd echter besloten om een nieuw stadhuis te bouwen aan het Spui, inclusief raadszaal en informatiecentrum. In 1996 werd het afgebroken en vervangen door een kleurrijk winkelpand dat beter in de historische omgeving past. Het kreeg de naam "De Snoeptrommel". In 1977 werd de Dagelijkse Groenmarkt autovrij.

#### De markt

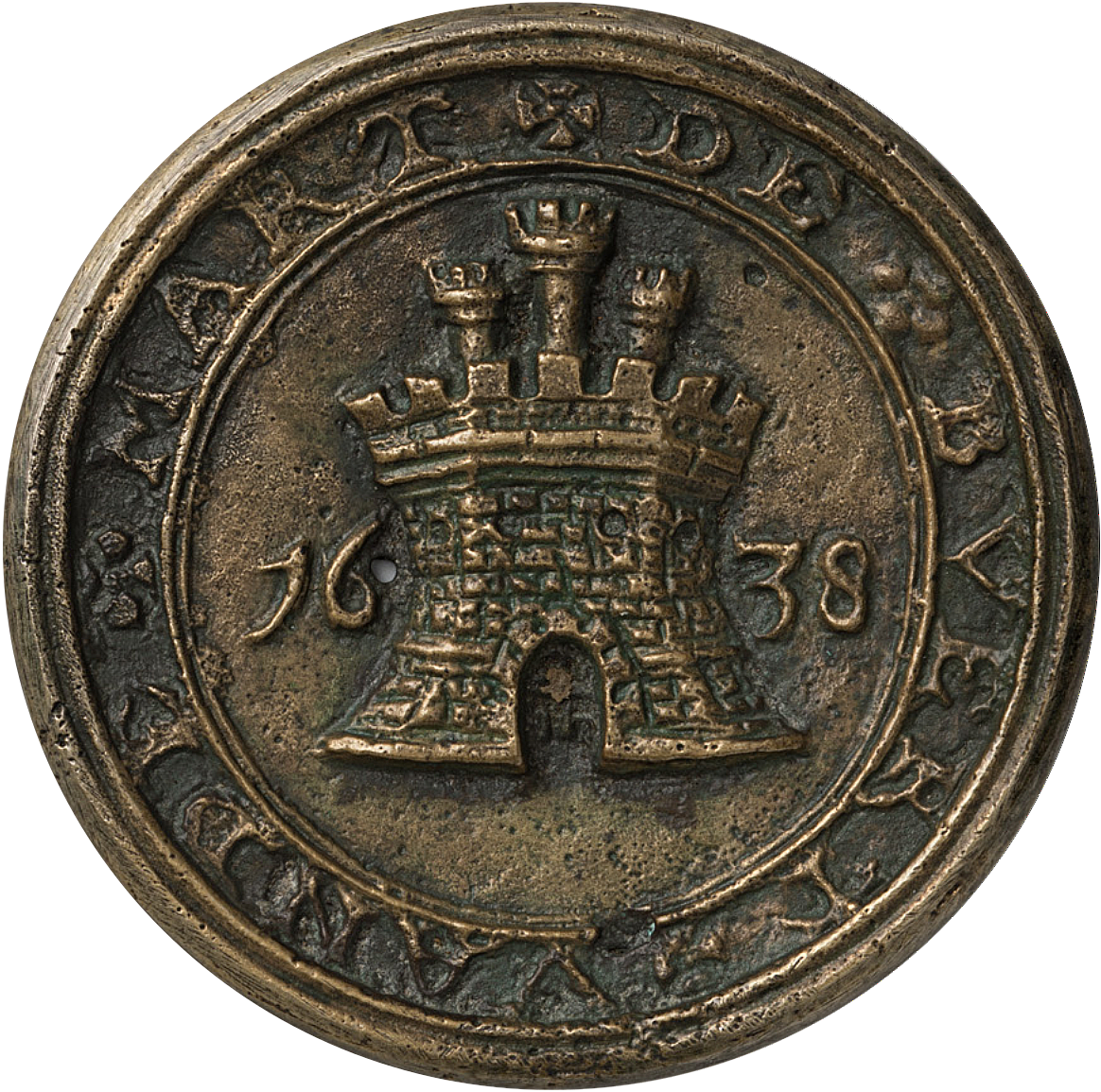
Buurtpenning van de Dagelijkse Groenmarkt uit 1638

Al in de 13de eeuw werd er markt gehouden net buiten het Buitenhof. Men sprak toen van de groen- of warmoesmarkt. In het verlengde van de Dagelijkse Groenmarkt ligt de Riviervismarkt, waar zoetwatervis werd verkocht. Vanaf 1591 was er een vismarkt op de hoek van de Schoolstraat. Hier kwamen permanent overdekte stalletjes, die bekend stonden als de visbanken. Haagse visverkopers en Scheveningse vissersvrouwen voerden dagelijks verse zeevis aan en er liepen gekortwiekte ooievaars rond om het afval op te ruimen. Na de opening van de Algemene Markt aan de Herman Costerstraat in 1938 moesten ook de handelaren in zeevis met hun waren naar het nieuwe marktterrein verhuizen. In mei 1938 zijn de visbanken voor de laatste maal gebruikt voor de verkoop van vis.

#### Herberg
Al in 1423 wordt geschreven over 't Goude Hooft aan de Dagelijkse Groenmarkt, daarmee is het de oudste herberg van Den Haag. Hij lag toen aan de rand van de stad en was bedoeld voor reizigers die de stad bezochten. Het hedendaagse gebouw lijkt op dat van 1660, maar het is in 1938 in ongeveer dezelfde stijl, maar wel groter, gebouwd.

#### Grote Kerk
De Grote Kerk wordt omringd door de Dagelijkse Groenmarkt, Riviervismarkt, Kerkplein en Torenstraat. Rond 1280 woonden er in Den Haag al bijna 2000 mensen. Er werd een houten parochiekerkje gebouwd, want de meest nabije kerk was op Eijk en Duinen. De houten kerk is in de 15de eeuw vervangen door de Grote Kerk zoals die nu nog is. In de Franse Tijd moesten de rouwborden uit de kerk verwijderd worden. Een daarvan, het rouwbord van Angenis Hooft, werd teruggehangen. Het werd eerst in 't Hooftshofje bewaard en in 1907 door de familie Hooft gerestaureerd. Op 25 maart 2011 werd het teruggegeven aan de kerk.

#### Het Oude Stadhuis
Dit voormalige Haagse raadhuis werd in 1565 gebouwd in renaissancestijl, ter vervanging van het toenmalige Dorpshuys. In 1733 werd het door Daniel Marot uitgebreid in Lodewijk IV-stijl. Het is een van de Haagse rijksmonumenten en wordt gebruikt als trouwlocatie.

#### Drogist uit 1796
Het pand Dagelijkse Groenmarkt 27 behoort met het oude stadhuis tot de oudste nog bestaande bebouwing. Het onopvallende gebouw van (inclusief kelder) vijf bouwlagen dateert uit circa 1550. In 1796 werd er door Willem Arie van der Gaag een drogisterij in gevestigd en een nieuwe voorgevel aangebracht om het pand een bijdetijdse uitstraling te geven. Ook de gaper op de gevel dateert uit datzelfde jaar. Het winkelinterieur is nog in negentiende-eeuwse staat. In 2016 vierde het bedrijf zijn 220ste verjaardag.

### No. 22
In het hoekpand op no. 22 was vroeger een passage & reisbureau van de HIJSM gevestigd, zoals op de gevel aangegeven staat. Het is een Haags gemeentelijk monument en dateert van circa 1910. De voorganger van dit pand diende ook al voor de HIJSM.
Er tegenover, op de andere hoek van de Venestraat, was op nummer 21 de concurrent gevestigd; de NRS. Ook dit gemeentelijk monument bestaat nog, maar zonder de teksten van toen. Onder andere op deze adressen kon men goederen ophalen of verzenden, die dan naar de trein gebracht of er vandaan gehaald werden, zoals toen gebruikelijk was.

#### Trams
De eerste tram die door de Dagelijkse Groenmarkt reed was een paardentram in 1880. Er kwam een spoor-driehoek op de hoek bij het oude stadhuis. De tweede bocht (van/naar Riviervischmarkt) was niet voor lijndienst. In 1906 / 1907 werden dat de elektrische lijnen 3 & 4. Lijn 3 reed vanaf 1906 net als de paardentram tussen Oude Stadhuis en Grote Kerk door en dan de Prinsestraat in. Lijn 4 reed sinds 1907 conform de paardentram het Westeinde af tot aan de Loosduinsebrug. In 1928 kwam de Torenstraat beschikbaar voor de tram en verdween lijn 3 van de route Dagelijkse Groenmarkt – Prinsestraat. Sindsdien reed lijn 3 langs de andere kant van het Oude Stadhuis in een richting. Sinds 2004 rijd(en) er andere lijn(en) in plaats van lijn 3. Lijn 4 werd in 1919 lijn 13 en in 1926 opgeheven.

## 21ste eeuw
Het voormalige raadhuis, de Grote Kerk en de stadsherberg 't Goude Hooft zijn er nog. Winkelcentrum Haagsche Bluf, winnaar van de Nieuwe Stad Prijs in 2001, heeft een ingang aan de Dagelijkse Groenmarkt. Voorheen was dit de ingang van de overdekte winkelgalerij PasaDenHa Passage. Die is er eigenlijk nog, zonder die oude naam, maar dan uitgebreid met Haagsche Bluf.